# Всего хорошего, и спасибо за рыбу!
«Всего хорошего, и спасибо за рыбу!» (англ. So Long, and Thanks for all the Fish) — юмористический научно-фантастический роман британского писателя Дугласа Адамса. Четвёртая часть серии книг, известных под общим названием «Автостопом по галактике». Само название романа является прощальной фразой дельфинов человечеству из первой книги цикла, когда те покидали Землю перед её уничтожением вогонами, намеревавшимися освободить место для гиперпространственного экспресс-маршрута.

## Сюжет
Путешествуя автостопом по галактике, Артур Дент высаживается в Англии во время проливного дождя. Он, кажется, находится на Земле, несмотря на то, что она была уничтожена вогонами в первой книге серии. Артур пытается добраться автостопом до своего дома. Его подвозит на «Саабе» парень по имени Рассел, вместе со своей сестрой Фенчёрч (по прозвищу «Фенни»). Рассел объясняет, что Фенни стала бредить после всемирной массовой истерии, во время которой у людей наблюдались галлюцинации в виде «больших желтых космических кораблей» (корабли-разрушители вогонов, которые «уничтожили» Землю). Дент полагает, что Фенчёрч, возможно, как-то связана с ним и разрушением Земли, но Рассел прерывает его от раздумий, останавливая машину рядом с перекрёстком — дальше Артуру приходится идти пешком. В своём всё ещё стоящем доме Артур находит завёрнутый в подарочную упаковку сосуд с гравировкой «Всего хорошего, и спасибо…», который он использует в качестве аквариума для своей вавилонской рыбки.
На следующий день Артур по случайности встречает Фенни и получает её номер телефона. По рассеянности Дент теряет номер, использовав лист в качестве лотерейного билета. Впав в отчаяние, Артур решает чем-то себя занять, а именно — найти свою пещеру, в которой он жил на доисторической Земле (см. «Ресторан в конце Вселенной»). По случайности Дент находит дом Фенчёрч на месте, где ранее располагалась его пещера. В разговоре с Артуром, Фенчёрч рассказывает, что за несколько минут до появления «жёлтых космических кораблей», её посетила величайшая идея, но из-за наступивших «галлюцинаций» она отключилась и забыла суть прозрения. Заметив, что ноги Фенчёрч не касаются земли, Артур решается научить её летать.
В диалоге с Фенчёрч Артур узнаёт, что вскоре после массовых галлюцинаций на Земле исчезли все дельфины, а также рассказывает о своих путешествиях по галактике. Они с Фенчёрч едут в Калифорнию к некоему Джону Уотсону — загадочному учёному, который утверждает, что знает причину исчезновения дельфинов. Джон заявляет, что отказался от своего официального имени и просит называть его «Медведем здравомыслящим», так как считает, что остальная часть населения планеты сошла с ума. Уотсон показывает героям ещё одну чашу с надписью «Всего хорошего, и спасибо за рыбу!» и призывает послушать её. Чаша объясняет, что дельфины, зная о грядущем разрушении планеты, покинули её, уйдя в альтернативное измерение. Перед уходом они создали новую Землю и перенесли всё с оригинальной Земли на новую. В качестве моральной поддержки, людям были вручены аквариумы — подарок от активистов Кампании за спасение человечества. После встречи с «Медведем», Фенчёрч объявляет Артуру своё желание отправиться в космос и достигнуть места, где написано последнее Послание Бога к Его творению.
Тем временем на другом конце Галактики Форд Префект обнаруживает, что статья о Земле в «Путеводителе по Галактике для путешествующих автостопом» вместо записи «В основном безвредна» состоит из томов первичного текста. Желая понять, из-за чего были внесены правки в его материал, Форд решает отправиться в путешествие на Землю. В конце концов он использует корабль гигантского робота и приземляется в центре Лондона, вызывая тем самым панику у местного населения. В хаосе Форд воссоединяется с Артуром и Фенчёрч, и вместе они покидают планету. Артур с Фенчёрч попадают на место, где написано последнее Послание Бога. Здесь они находят Марвина и узнают, что из-за множества перемещений во времени, робот сейчас примерно в 37 раз старше известного возраста Вселенной и еле-еле функционирует. С помощью Артура и Фенчёрч, Марвин читает Послание («Мы приносим извинения за доставленные неудобства») и произносит свои последние слова: «Я думаю… мне это нравится».